# Bełdów
Pour l’article homonyme, voir Bełdów-Krzywa Wieś.
Bełdów est une localité polonaise de la gmina d'Aleksandrów Łódzki, située dans le powiat de Zgierz en voïvodie de Łódź.